# Comuna Vladislavci, Osijek-Baranja
Vladislavci este o comună în cantonul Osijek-Baranja, Croația, având o populație de 1.882 de locuitori (2011).

## Demografie
Componența etnică a comunei Vladislavci
     Croați (83,32%)
     Maghiari (9,14%)
     Sârbi (6,27%)
     Necunoscut (0,16%)
     Neclasificat (0,9%)
Componența confesională a comunei Vladislavci
     Catolici (82,89%)
     Protestanți (7,92%)
     Ortodocși (6,59%)
     Necunoscută (0,85%)
     Alte religii (1,75%)
Conform recensământului din 2011, comuna Vladislavci avea 1.882 de locuitori. Din punct de vedere etnic, majoritatea locuitorilor (83,32%) erau croați, existând și minorități de maghiari (9,14%) și sârbi (6,27%). Apartenența etnică nu este cunoscută în cazul a 0,16% din locuitori. Din punct de vedere confesional, majoritatea locuitorilor (82,89%) erau catolici, existând și minorități de protestanți (7,92%) și ortodocși (6,59%). Pentru 0,85% din locuitori nu este cunoscută apartenența confesională.